# تحالف قوى التقدم (السنغال)
تحالف قوى التقدم (بالفرنسية: Alliance des forces de progrès)‏ هو حزب سياسي ديمقراطي اجتماعي في السنغال.
في الانتخابات البرلمانية التي أجريت في 29 أبريل 2001، فاز الحزب بنسبة 16.1٪ من الأصوات الشعبية و11 من أصل 120 مقعدًا. وحصل مؤسس الحزب، مصطفى نياسي، على 16.8٪ من الأصوات في الانتخابات الرئاسية لعام 2000، ليحتل المركز الثالث. جنبا إلى جنب مع معظم أحزاب المعارضة الأخرى، قاطع الحزب الانتخابات البرلمانية في 3 يونيو 2007.
في الانتخابات البرلمانية لعام 2017، خاض الحزب الانتخابات كجزء من ائتلاف بينو بوك ياكار، الذي يدعم الرئيس ماكي سال. وفاز الائتلاف بـ 125 مقعدا، بما في ذلك مقعد لمصطفى نياسي.

## روابط خارجية
- الموقع الرسمي